# Venere Pizzinato
Venere Ires Pizzinato, vedova Papo (Ala, 23 novembre 1896 – Verona, 2 agosto 2011), è stata una supercentenaria italiana vissuta 114 anni e 252 giorni.
Al momento della sua morte nel 2011 era la donna più vecchia sia d'Italia che d'Europa oltre che una degli ultimi superstiti in assoluto del XIX secolo. Dal giugno del 2011 fino alla sua morte è stata anche la terza persona più longeva vivente al mondo.
Attualmente è la sesta  tra le persone più longeve vissute in Italia. 

## Biografia
Venere Pizzinato era nata ad Ala, città di origine della madre, Virginia Seidel, nell'allora impero austroungarico, il 23 novembre 1896. Nel 1902 si trasferì a Verona, città di origine del padre, ma continuò gli studi a Trento sino alle superiori. Nel 1903 morì la madre. Nel 1915, con lo scoppio della prima guerra mondiale, si spostò a Bassano del Grappa. Dopo la fine della guerra si trasferì a Milano. Qui incontrò Isidoro Papo, di origine ebraiche, e i due si innamorarono.
A causa del regime fascista e delle leggi razziali, i due furono costretti a fuggire e si rifugiarono a Nizza, dove si sposarono. Dopo la seconda guerra mondiale tornarono a Milano e nel 1964, si trasferirono a Verona. Venere aveva 73 anni quando restò sveglia un'intera notte per seguire in TV lo sbarco sulla luna nel 1969. Perse suo marito nel 1981 e visse gli ultimi anni della sua vita presso la comunità "Santa Caterina" di Verona dove si spense all'età di 114 anni, il 2 agosto 2011. Dopo le esequie la salma venne tumulata nel cimitero del quartiere di San Michele Extra a Verona.

### Dopo la morte
Di seguito si riporta il messaggio di cordoglio per la scomparsa di Venere Pizzinato, espresso dal segretario Generale Donato Marra e a nome dell'allora Presidente della Repubblica Giorgio Napolitano:
«Appresa la triste notizia della scomparsa, a 114 anni, della signora Venere Pizzinato, il Segretario generale della Presidenza della Repubblica, Donato Marra, in un messaggio ha espresso a tutta la Comunità "Santa Caterina" di Verona, che l'ha circondata di affetto in tanti anni della sua lunghissima vita, i sentimenti di cordoglio del Presidente della Repubblica e suoi personali».